# Telica
Telica är en kommun (municipio) i Nicaragua med 25 539 invånare. Den ligger i den västra delen av landet, 10 kilometer norr om León, i departementet León. I Telica kan man besöka och bada i de heta varmvattenkällorna i San Jacinto, vid foten av vulkanen Telica.

## Geografi
Kommunen ligger på båda sidorna av den vulkaniska bergskedjan Cordillera Los Maribios, och det finns tre vulkaner inom kommunens gränser: Telica (1061 meter), Santa Clara (840 meter) och  Rota (832 meter). Telica gränsar till kommunerna León i söder, Quezalguaque  och Posoltega i väster,  Chinandega och Villanueva i norr samt Larreynaga i öster. Kommunens största ort och centralort är Telica med 4 624 invånare (2005).

## Historia
Telica är ett av de många indiansamhällen som redan existerade vid tiden för spanjorernas erövring av Nicaragua. Prästen Fray Francisco de Bobadilla besökte platsen 1528. Vid landets första folkräkning år 1548 hade Telica 410 invånare.
Telica upphöjdes 1969 till rangen av ciudad (stad).

## Näringsliv
Kommunen har ett geotermiskt kraftverk som ligger vid foten av vulkanen Telica.

## Kända personer
- Miguel Larreynaga (1772-1847), advokat och författare, arbetade för Centralamerikas självständighet från Spanien[8]
- Tony Chévez (1954-), basebollspelare [9]